# Henri Michel
Henri Michel, född 29 oktober 1947 i Aix-en-Provence, död 24 april 2018 i Aix-en-Provence, var en fransk fotbollstränare och före detta spelare. Som spelare gjorde han 531 matcher för FC Nantes och 58 landskamper för Frankrike. Han var även med och spelade VM 1978.

## Tränarkarriär
Efter att Michel slutade med fotbollen 1982 tog han direkt över Frankrikes U21-lag. Efter två år så tog han steget upp till A-landslaget där han vann OS-guld under OS 1984 och ledde dessutom laget till en bronsmedalj i VM 1986.
Henri Michel var efter det förbundskapten för en mängd olika landslag, bland annat; Kamerun, Marocko, Tunisien, Ekvatorialguinea och Kenya. Han hade även hans om Elfenbenskusten under VM 2006, där man förlorade mot Argentina och Nederländerna, innan man lyckades vinna den sista gruppspelsmatchen mot Serbien och Montenegro med 3-2.
När han tränade Ekvatorialguinea så avgick han bara några veckor innan Afrikanska mästerskapet 2012 skulle börja då han tyckte att det var för mycket politiska problem, bland annat att spelare kallades till landslaget av politiker istället för av honom själv.
Michel tränade även på klubblagsnivå där han basade över bland andra Paris Saint-Germain, Aris FC, Raja Casablanca och Zamalek. 2008-2009 tränade han sydafrikanska Mamelodi Sundowns där han avgick efter att ha fått poliseskort och blivit jagad av arga fans efter en förlust i den sydafrikanska cupen.
2018 avled Michel i långvarig cancersjukdom.

## Meriter

### Som spelare
FC Nantes
- Ligue 1: 1973, 1977, 1980
- Coupe de France: 1979

### Som tränare
Frankrike
- OS-guld: 1984
- VM-brons: 1986

Raja Casablanca
- Marockanska ligan: 2004